# Мірослав Конічек
Мірослав Конічек (Miroslav Koníček, 18 квітня 1936) — чехословацький академічний веслувальник.
Бронзовий призер Олімпійських Ігор 1960, 1964 років у складі вісімки.
Срібний призер Чемпіонату Європи 1959 року в складі вісімки, бронзовий призер 1963 року в складі вісімки.